# Cerkiew św. Michała Archanioła w Bielsku Podlaskim
Cerkiew pod wezwaniem św. Michała Archanioła (Michajłowska) – prawosławna cerkiew parafialna w Bielsku Podlaskim. Należy do dekanatu Bielsk Podlaski diecezji warszawsko-bielskiej Polskiego Autokefalicznego Kościoła Prawosławnego.
Świątynia znajduje się w centrum miasta, przy ulicy Adama Mickiewicza 36. 
Cerkiew wzniesiona została przed 1789 jako unicka w konstrukcji zrębowej, szalowana – z tego okresu pochodzi nawa na planie ośmioboku. W 1914 dobudowano kruchtę z dzwonnicą na planie kwadratu. W 1989 dobudowano część ołtarzową.
Na tyłach cerkwi znajduje się baptysterium zaprojektowane przez Jerzego Nowosielskiego, natomiast na sąsiedniej działce znajduje się dom parafialny wraz z domową kaplicą–baptysterium św. Jana Chrzciciela.
Świątynia została wpisana do rejestru zabytków 19 listopada 1976 pod nr A-39.